# چوپان‌لار
چوپانلار (به ترکی استانبولی: Çobanlar) شهری است در کشور ترکیه که در استان افیون قره‌حصار واقع شده‌است. جمعیت این شهر بر اساس سرشماری سال ۲۰۰۸ میلادی ۸٬۷۰۶ نفر و بر اساس برآوردهای سال ۲۰۰۹ میلادی ۸٬۷۸۲ نفر می‌باشد.